# 伊古田純道
伊古田 純道 （いこた じゅんどう、享和2年10月17日（1802年11月12日） - 明治19年（1886年）9月4日）は、日本の医者。本名伊古田寧。幼名富次郎、諱は重満、号は楢陵、白茅樵舎主人。日本初の帝王切開を行い、成功させた。

## 生涯

### 出生
伊古田村（現埼玉県秩父市）生まれ。幼名富次郎。

### 開業
番匠村（現埼玉県ときがわ町）の有名な産婦人科医、小室元長からオランダ医学等を学び、後に江戸で学び、秩父で開業した。

### 帝王切開
嘉永5年（1852年）に坂元村（現飯能市）で日本で最初の帝王切開を、南川村（現飯能市）の医者岡部均平と行い、胎児は既に死亡していたが、母体は助かった。

## 著書
- 「子宮截開術実記」
- 「撒羅満氏産論抄書」
- 漢詩集「楢陵遺稿」
- 手稿「賊民略記」、「新政或問」、「志学大意」、「甲申詠草」